# Poulet rôti
Le poulet rôti est un plat de volaille à base de poulet cuit dans une rôtissoire, un four, un barbecue, en utilisant la chaleur directe de l'appareil dans lequel est placé le poulet.
Des éléments chauffants électriques ou à gaz peuvent être utilisés, qui utilisent une chaleur infrarouge réglable. Ces types de rôtissoires se sont révélés très fonctionnels pour la cuisson du poulet à la rôtisserie.

## Préparation
Le four doit être préchauffé à environ 220 °C. Il faut tout d'abord essuyer la cavité et l’extérieur du poulet sans le rincer, ensuite replier les ailes sous le poulet et dégager la peau des poitrines. On peut frotter la chair en dessous de la peau avec le mélange d'huile ainsi que la cavité et l'extérieur du poulet. Il faut enfin ficeler les pattes ensemble sans oublier de saler et poivrer. Certaines recettes indiquent également la possibilité de farcir le poulet avec de la farce de boucher, des matières grasses (beurre, huile), des herbes ou tout autre ingrédient culinaire,.

## Préparation de poulets rôtis par pays

### États-Unis
Aux États-Unis, des poulets de rôtisserie prêts à manger étaient disponibles dans les supermarchés et certaines boucheries pendant une grande partie du XXe siècle. Cependant, ils ne sont devenus une option largement disponible pour les consommateurs qu'au début des années 1990[réf. souhaitée], lorsque le Boston Market a contribué à populariser la vente de poulets de rôtisserie emballés.

### Canada
Swiss Chalet, une chaîne canadienne de restaurants familiaux, possède une chaîne câblée qui diffuse exclusivement du contenu lié au poulet rôti, « vingt-quatre heures par jour, sept jours par semaine ». Elle diffuse généralement des poulets en rotation sur une rôtissoire. Parfois, un homme qui danse apparaît avec un costume qui « ressemble à un récipient de trempette de Swiss Chalet ».

### France
Selon un sondage effectué par l'institut BVA, le plat préféré des Français est le poulet rôti devant le magret de canard et les plateaux de fruits de mer.

Quelques photos de divers poulets rôtis
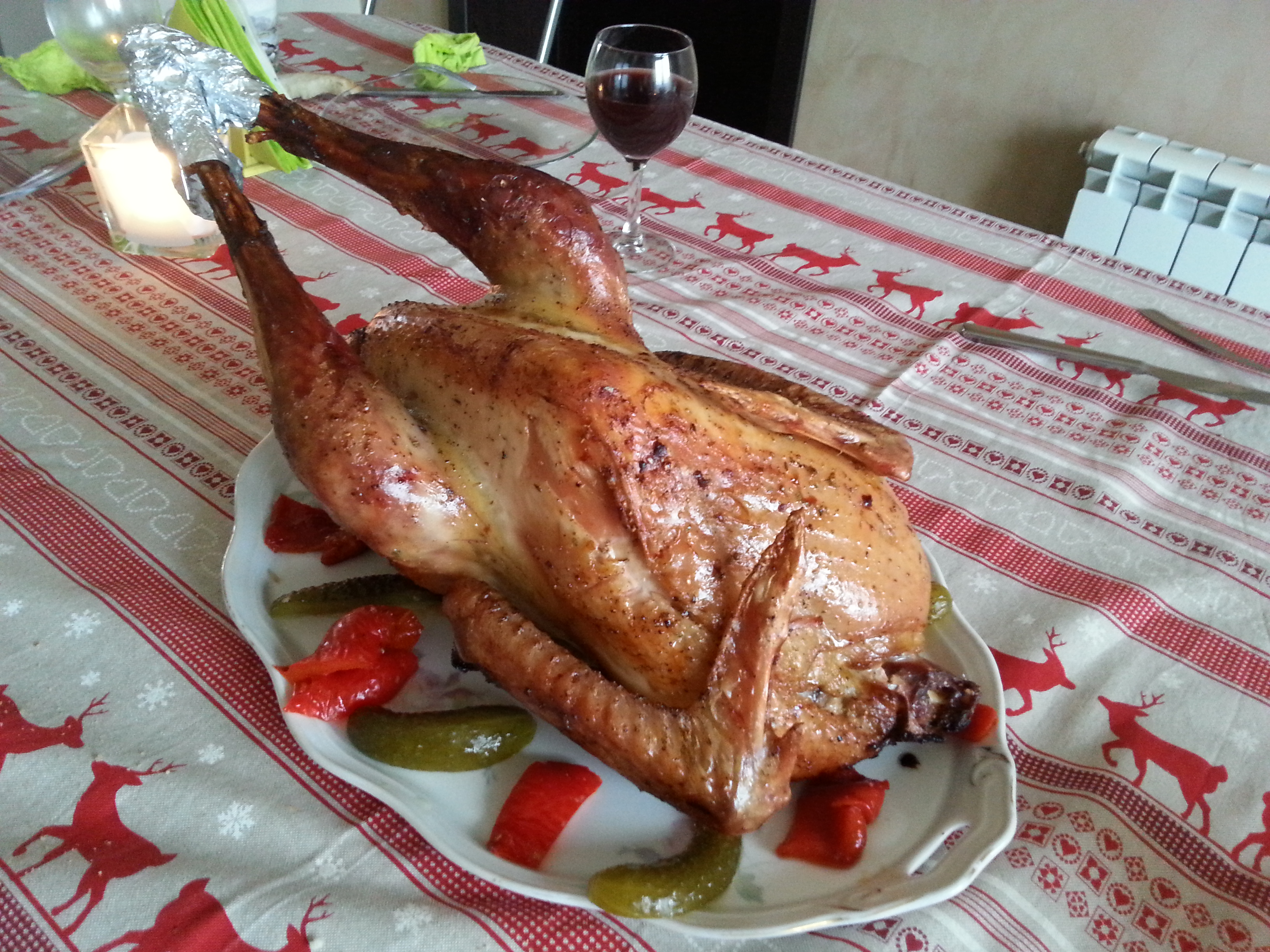
Poulet rôti pour Noël.
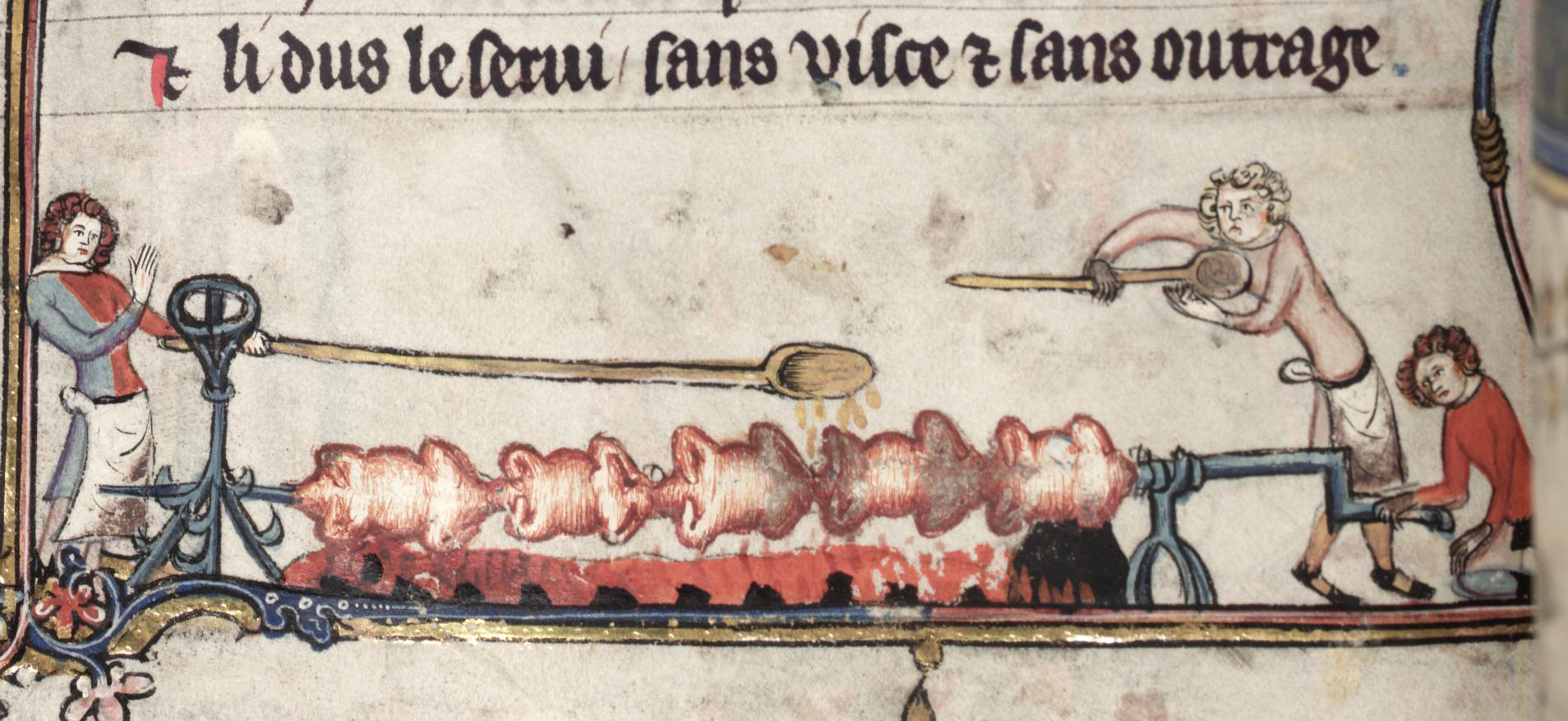
Poulets rôtis à la broche. Romance d'Alexandre, Bruges, 1338-1344 (The Bodleian Library, Oxford, MS 264 fol 170v).
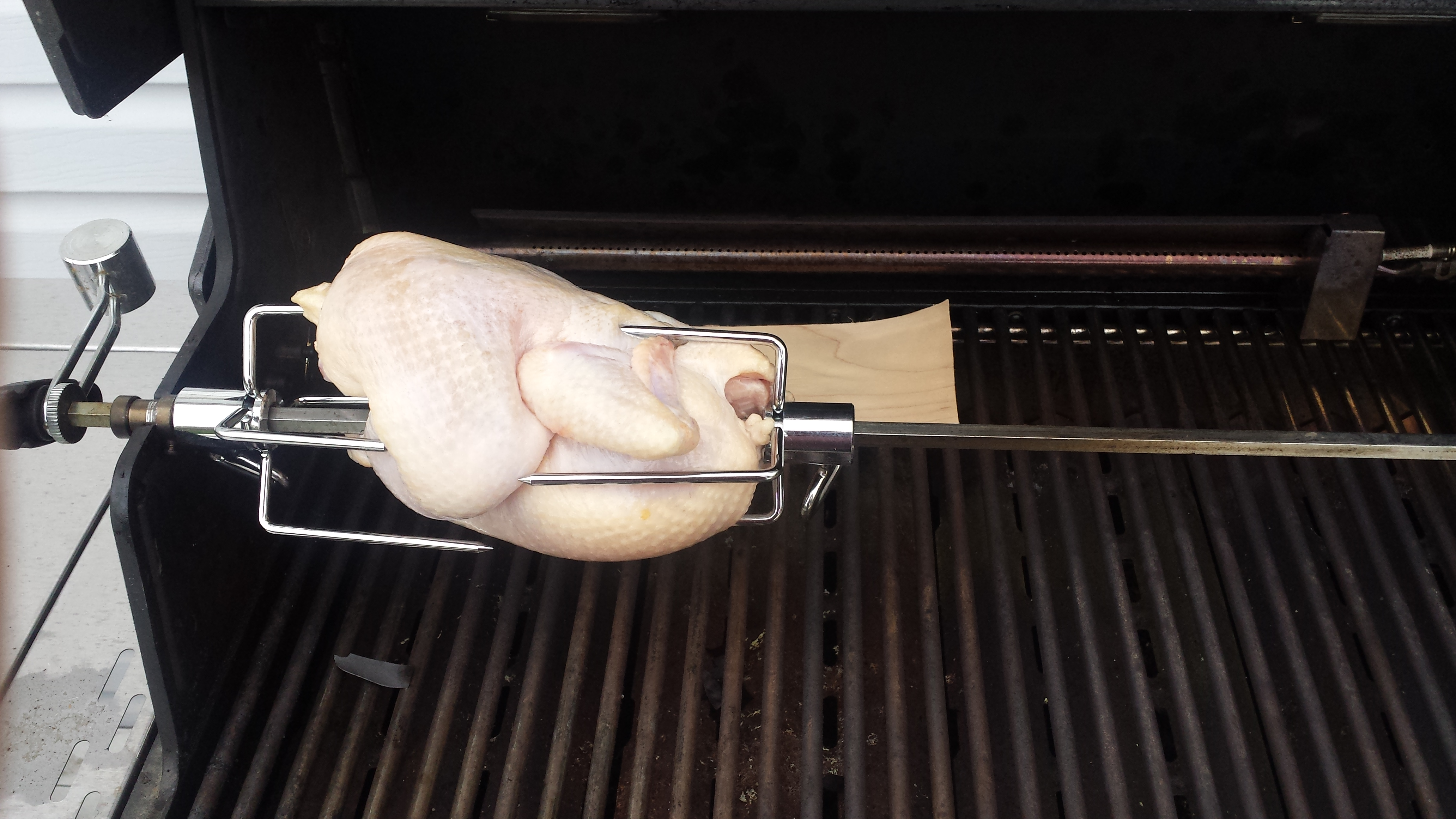
Poulet rôti préparé pour la cuisson sur un barbecue.
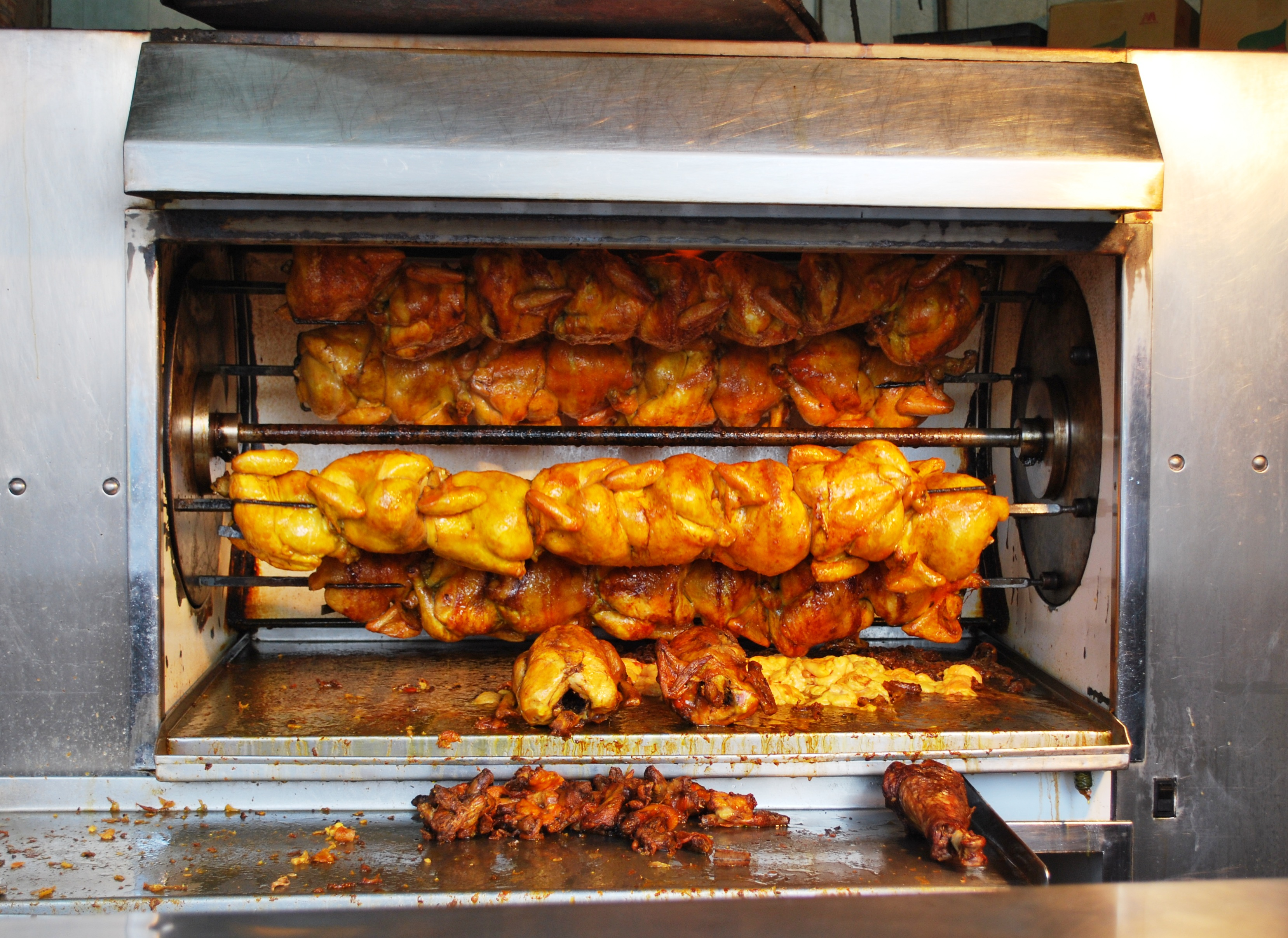
Poulet rôti (pollo rostizado) cuisine à emporter dans le quartier Obrera de Mexico.
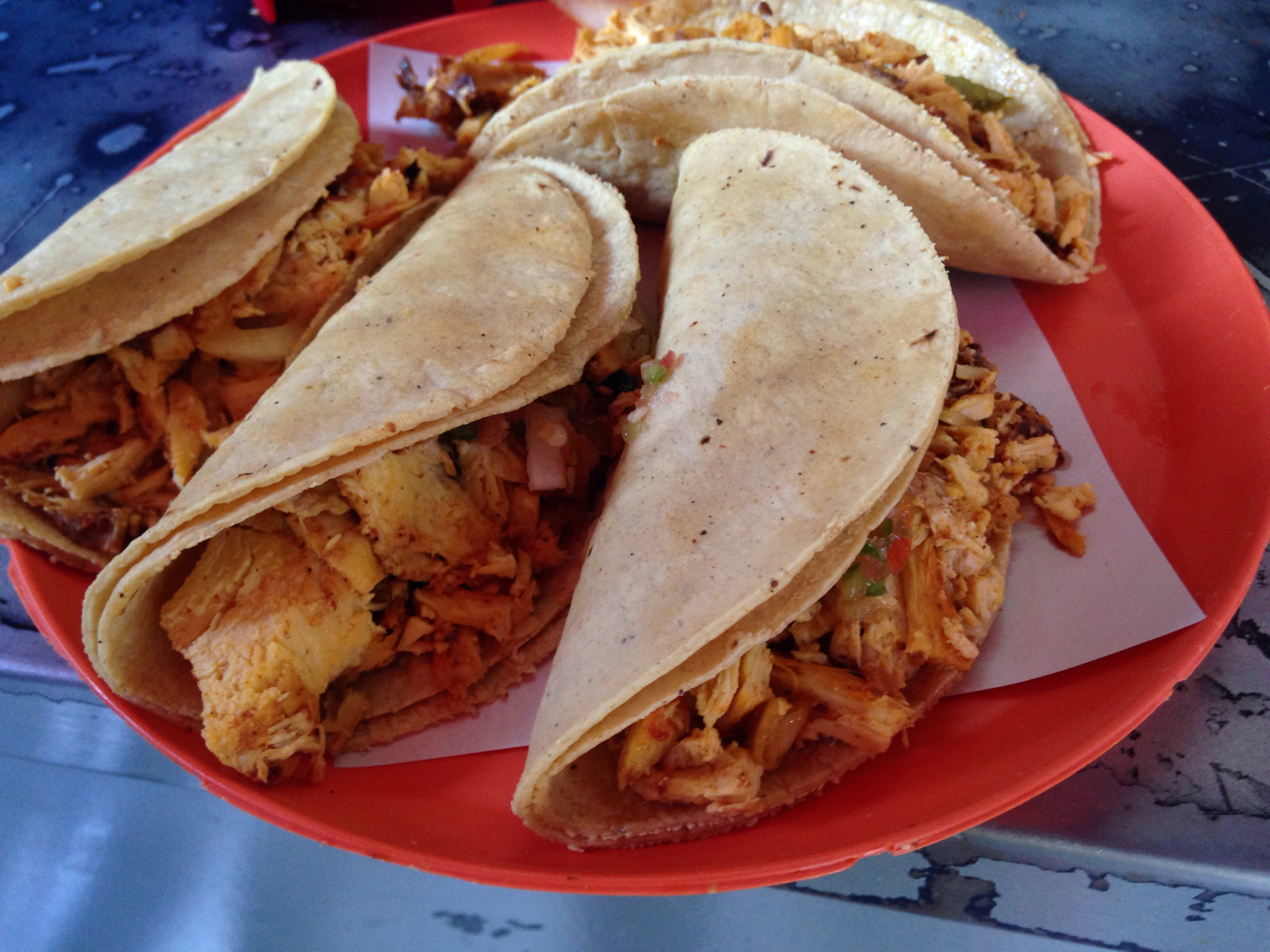
Tacos au poulet rôti, Colonia Condesa, Mexico.

## Voir également